# Ma Gui
Ma Gui was een generaal in de Ming-dynastie. Hij was Hui-Chinees en had de islam dus als religie. Zijn leger bestond voornamelijk uit mensen van de West-Chinese provincies Ningxia en Shanxi. In 1582 werd hij door de keizer naar Ningxia gestuurd en in 1592 kreeg hij de taak om de grenzen te bewaken om te voorkomen dat de Mongolen China binnen zouden vallen. In 1597 voorkwam hij dat Japan het land binnen zou vallen. Vanaf 1610 kreeg hij de taak om de regio Liaodong te beheren. Hij stierf door een ziekte.